# Nasturtium portoricense
Nasturtium portoricense är en korsblommig växtart som beskrevs av Spreng.. Nasturtium portoricense ingår i släktet källfränen, och familjen korsblommiga växter. Inga underarter finns listade i Catalogue of Life.